# Eugenio Arias Herranz
Eugenio Arias Herranz fue un peluquero español nacido en Buitrago del Lozoya (Madrid, España) el 15 de noviembre de 1909. Conocido como "el barbero de Picasso", fue camarada de este a lo largo de 26 años en el exilio. Falleció en Vallauris (Francia) el 28 de abril de 2008, a los 98 años de edad.

## Biografía
Hijo de Pedro Arias, de profesión alfayate, y de Nicolasa Herranz, pastora de ovejas natural de Robledillo de la Jara. Cedió su colección de recuerdos y regalos de Picasso y fundó el Museo Picasso de Buitrago en 1985.

### Historia del barbero de Picasso
Picasso acudía desde 1948 a la barbería de Eugenio Arias en Vallauris, donde disfrutaba de la conversación con el barbero, exiliado comunista como él. En palabras de Eugenio Arias, “Picasso siempre estaba atento y era muy  generoso con los problemas de sus compatriotas y procuraba ayudar a los movimientos por la Paz y todos los que se lo pedían”.
Picasso, fiel a las amistades antiguas, hizo partícipe a Arias de su círculo artístico e íntimo de amistades, de los cuales también se conservan recuerdos en el museo, entre otros André Villers.
Arias, exiliado como el propio Picasso, fue su peluquero y amigo durante 26 años. Conversaban de política por sus afinidades ideológicas. Ambos compartían la vida cotidiana: jugaban a las cartas, realizaban rondas a los bares, asistían a las corridas de toros, conversaban sobre España... Desde su peluquería, Arias recibía a las personas que llegaban a esta localidad con el propósito de visitar al pintor.
Fuente: Información facilitada por el propio Sr. Arias y la familia de Eugenio Arias, con autorización expresa además, de los autores del documental: Eugenio Arias "Picasso: mi amigo en el exilio".